# 伦佐·莫里吉
伦佐·莫里吉（義大利語：Renzo Morigi，1895年2月28日—1962年4月13日），意大利男子射击运动员。他曾代表意大利参加1932年夏季奥林匹克运动会射击比赛，获得男子25米手枪速射金牌。